# Венте, Дилан
Дилан Венте (нидерл. Dylan Vente; род. 9 мая 1999, Роттердам) — суринамский и нидерландский футболист, нападающий клуба «Херенвен» и сборной Суринама.

## Клубная карьера
Венте является воспитанником «Фейеноорда». Тренировался в академии клуба с девяти лет, выступал за молодёжную команду. С сезона 2017/18 привлекается к тренировкам и выступлениям основной команды. 13 сентября 2017 года дебютировал за «Фейеноорд» в поединке Лиги чемпионов против «Манчестер Сити», выйдя на замену на 71-й минуте вместо Михела Крамера. В августе 2019 года перешёл на правах аренды в «Валвейк»
Летом 2023 года перешёл в шотландский «Хиберниан» за 700000£. Кроме того, футболистом интересовались ряд клубов английского Чемпионшипа и итальянской Серии B.
15 августа 2024 года перешёл на правах аренды в ПЕК Зволле.

## Карьера в сборной
Игрок юношеских сборных Нидерландов. Принимал участие в чемпионате Европы 2016 года среди юношей до 17 лет, сыграл в четырёх встречах.